# 大いなる神秘
大いなる神秘（Great Mystery）は、アメリカ・インディアンの創造主、宇宙の真理。アメリカインディアンは、この世の事どもすべては「大いなる神秘」が創造したものであり、この世の中心に創造主である「大いなる神秘」が存在していると考える。しばしば英語でグレート・スピリット（大精神、Great Spirit）と表現されるが、「大いなる神秘」の概念は「宇宙の根本原理」に近く、神様のような人格化された存在ではない。ラコタ族のメディスンマンレイムディアーは、ワカンタンカ（大いなる神秘）について、「髭を生やした老人であるとか、そういう人の姿をしたような存在では決してない」と述べている。
「宇宙の真理」である「大いなる神秘」には始まりも終わりもなく、この「大いなる神秘」のもとでは「二つ足も四つ足も、石も草も木も」すべてが平等である。インディアンの世界では、人間以外のものを呼ぶ際も、「熊のひとたち」、「石のひとたち」、「鳥のひとたち」といったふうに呼ばれ、人間も人間以外のものもはっきりと区別されない。どの部族でも、様々な精神が信仰されているが、これらもすべて「大いなる神秘」のもとにある存在なのである。またインディアンの社会には「上司」や「部下」、「上意下達」といった、主従・上下関係というものがない。すべての事どもは「大いなる神秘」のもとに平等であり、尊重されるべき存在だからである。
インディアンはこの「大いなる神秘」の意のままに生かされている、と考える。よって、「大いなる神秘」のもとに「すべてが繋がっており、すべては共有される」と考えるインディアンにとってその意に逆らう「我欲」や「欲望」、「独占」は軽蔑される。　インディアンの社会では現在でも身内が亡くなれば家財一切を、思わぬ収入があればこれを「ギブアウェイ」として放出する。「富を貯め込むこと」は、インディアンの社会では恥ずべきこととされる。
「大いなる神秘」は、常にインディアンたちと「繋がっている」ものであるから、インディアンたちは部族の平和と発展を祈って、ことあるごとに、常に祈りを捧げる。レイムディアーはこう述べている。「白人のキリスト教は日曜日に教会へ行って祈ればおしまいだ。我々インディアンの宗教はフルタイムで祈りを捧げるものなのだ」

## 聖なるパイプ・ピースパイプ
「ネイティブ・アメリカン / 米国先住民」で主にロッキー山脈の東側に広がる大平原に居住していた、ラコタ族などの平原インディアンに分類される部族は、ピースパイプ・セレモニーと呼ばれる儀式に「ピースパイプ」を使ってタバコを喫煙する。ピースパイプは「大いなる神秘」と交流するための道具で、タバコは「大いなる神秘」への神聖な捧げものであり、聖なるパイプから立ち上る煙は、天上の「大いなる神秘」と「交流」するための媒体となる。ピースパイプ・セレモニーは創造主である「大いなる神秘」とインディアン社会を繋ぐなくてはならない儀式であり習慣である。